# Deutsche Cadre-71/2-Meisterschaft 2024/25

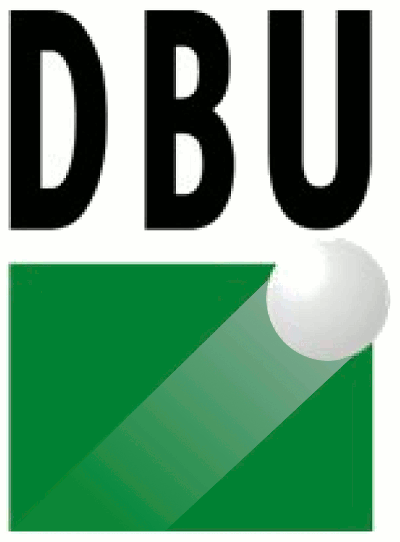
Verbandslogo: DBU

Veranstaltungsort: Herten

Die Deutsche Cadre-71/2-Meisterschaft 2024/25 ist eine Billard-Turnierserie und fand vom 18. zum 19. Juni 2025 in Herten zum 74. Mal statt.

## Modus
Gespielt wurde im Round-Robin-Modus bis 150 Punkte oder 15 Aufnahmen.
Die Endplatzierung ergab sich aus folgenden Kriterien:
1. Matchpunkte
2. Generaldurchschnitt (GD)
3. Bester Einzeldurchschnitt (BED)
4. Höchstserie (HS)

## Teilnehmer (nach Ausgangsklassement)

Ausrichter: GT Buer

1. Sven Daske (SCB Langendamm), Titelverteidiger
2. Thomas Berger (BC Nied) (GD 16,07)
3. Arnd Riedel (BG Hamburg) (GD 15,56)
4. Carsten Lässig (BG Coesfeld) (GD 13,12)
5. Markus Melerski (BC GT Buer) (GD 12,85)
6. Christian Pöther (ABC Merklinde) (Wildcard DBU)

## Turnierverlauf
| Name             | MP  | Pkte | Aufn. | ED    | HS |
| ---------------- | --- | ---- | ----- | ----- | -- |
| 1. Spielrunde    |     |      |       |       |    |
| Sven Daske       | 0:2 | 60   | 7     | 8,57  | 29 |
| Christian Pöther | 2:0 | 150  | 7     | 21,42 | 92 |
| Thomas Berger    | 0:2 | 13   | 5     | 2,60  | 9  |
| Markus Melerski  | 2:0 | 150  | 5     | 30,00 | 87 |
| Arnd Riedel      | 2:0 | 150  | 13    | 11,53 | 39 |
| Carsten Lässig   | 0:2 | 104  | 13    | 8,00  | 31 |

| Name             | MP  | Pkte | Aufn. | ED    | HS |
| ---------------- | --- | ---- | ----- | ----- | -- |
| 2. Spielrunde    |     |      |       |       |    |
| Sven Daske       | 2:0 | 150  | 12    | 12,50 | 98 |
| Markus Melerski  | 0:2 | 149  | 12    | 12,41 | 46 |
| Thomas Berger    | 2:0 | 150  | 8     | 18,75 | 70 |
| Arnd Riedel      | 0:2 | 71   | 8     | 8,87  | 23 |
| Carsten Lässig   | 0:2 | 107  | 10    | 10,70 | 35 |
| Christian Pöther | 2:0 | 150  | 10    | 15,00 | 43 |

| Name             | MP  | Pkte | Aufn. | ED    | HS |
| ---------------- | --- | ---- | ----- | ----- | -- |
| 3. Spielrunde    |     |      |       |       |    |
| Sven Daske       | 2:0 | 150  | 15    | 10,00 | 36 |
| Arnd Riedel      | 0:2 | 106  | 15    | 7,06  | 34 |
| Thomas Berger    | 2:0 | 150  | 9     | 16,66 | 65 |
| Carsten Lässig   | 0:2 | 38   | 9     | 4,22  | 17 |
| Markus Melerski  | 0:2 | 67   | 9     | 7,44  | 21 |
| Christian Pöther | 2:0 | 150  | 9     | 16,66 | 38 |

| Name             | MP  | Pkte | Aufn. | ED    | HS |
| ---------------- | --- | ---- | ----- | ----- | -- |
| 4. Spielrunde    |     |      |       |       |    |
| Sven Daske       | 2:0 | 150  | 10    | 15,00 | 32 |
| Thomas Berger    | 0:2 | 45   | 10    | 4,50  | 16 |
| Arnd Riedel      | 2:0 | 150  | 11    | 13,63 | 90 |
| Christian Pöther | 0:2 | 45   | 12    | 4,09  | 12 |
| Carsten Lässig   | 0:2 | 26   | 8     | 3,25  | 17 |
| Markus Melerski  | 2:0 | 150  | 8     | 18,75 | 39 |

| Name             | MP  | Pkte | Aufn. | ED    | HS |
| ---------------- | --- | ---- | ----- | ----- | -- |
| 5. Spielrunde    |     |      |       |       |    |
| Sven Daske       | 2:0 | 150  | 7     | 21,42 | 77 |
| Carsten Lässig   | 0:2 | 44   | 7     | 6,28  | 25 |
| Thomas Berger    | 2:0 | 150  | 13    | 11,53 | 47 |
| Christian Pöther | 0:2 | 77   | 13    | 5,92  | 19 |
| Arnd Riedel      | 0:2 | 121  | 15    | 8,06  | 73 |
| Markus Melerski  | 2:0 | 150  | 15    | 10,00 | 35 |

## Abschlusstabelle
| MP    | Match Points (Sieger = 2; Unentschieden = 1; Verlierer = 0) |
| Pkte. | Erzielte Karambolagen                                       |
| Aufn. | Benötigte Versuche                                          |
| GD    | Generaldurchschnitt                                         |
| BED   | Bester Einzeldurchschnitt eines Spielers                    |
| HS    | Höchstserie                                                 |
|       | Bester GD des Turniers                                      |
|       | Bester ED des Turniers                                      |
|       | Beste HS des Turniers                                       |
|       | 1. Platz (Gold)                                             |
|       | 2. Platz (Silber)                                           |
|       | 3. Platz (Bronze)                                           |

| Klassement                 | Klassement       | Klassement | Klassement | Klassement | Klassement | Klassement | Klassement |
| Platz                      | Name             | MP         | Pkte.      | Aufn.      | GD         | BED        | HS         |
| -------------------------- | ---------------- | ---------- | ---------- | ---------- | ---------- | ---------- | ---------- |
| 1                          | Sven Daske       | 8:0        | 660        | 51         | 12,94      | 21,42      | 98         |
| 2                          | Markus Melerski  | 6:4        | 666        | 49         | 13,59      | 18,75      | 87         |
| 3                          | Christian Pöther | 6:4        | 572        | 50         | 11,44      | 21,42      | 92         |
| 4                          | Thomas Berger    | 6:4        | 508        | 45         | 12,28      | 18,75      | 70         |
| 5                          | Arnd Riedel      | 4:6        | 598        | 62         | 9,64       | 13,63      | 90         |
| 6                          | Carsten Lässig   | 0:10       | 319        | 47         | 6,78       | –          | 35         |
| Turnierdurchschnitt: 10,93 |                  |            |            |            |            |            |            |